# Евдокимова, Дина Николаевна
Дина Николаевна Евдокимова (27 августа 1967, РСФСР, СССР) — российская футболистка, выступавшая на позиции полузащитника.
Первой футбольной командой была «Волжанка». В первом Чемпионате СССР забила 2 мяча.
С 1993 года выступала за команду «ЦСК ВВС». В сезоне 1994 года сыграла 13 матчей.

## Достижения
Чемпионат России по футболу среди женщин
- Чемпион России (2): 1993 и 1994

Международные турниры футболу среди женщин:
- Победитель (1): 1994[5][6].